# Karel Boromejský Kaspar
Karel Boromejský Kašpar, češki rimskokatoliški duhovnik, škof in kardinal, * 16. maj 1870, Mirosov, † 21. april 1941.

## Življenjepis
25. februarja 1893 je prejel duhovniško posvečenje.
8. marca 1902 je bil imenovan za pomožnega škofa Hradeca Králové in za naslovnega škofa Betsajde; 11. aprila istega leta je prejel škofovsko posvečenje.
13. junija 1921 je postal škof Hradeca Králové.
22. oktobra 1931 je bil imenovan za nadškofa Prage in 14. novembra istega leta je bil ustoličen.
16. decembra 1935 je bil povzdignjen v kardinala in imenovan za kardinal-duhovnika Ss. Vitale, Valeria, Gervasio e Protasio.